# Alexandre-Jacques Renault
Pour les articles homonymes, voir Renault (homonymie).
Alexandre-Jacques Renault (28 février 1768, Moulins-la-Marche - 1er juillet 1820, Paris), est un homme politique français.

## Biographie
Avocat à Alençon et officier municipal, il fut élu, le 24 vendémiaire an IV, député de l'Orne au Conseil des Cinq-Cents. Il prit une part assez active aux débats, parla en faveur de la loi du 3 brumaire, sur les radiations de la liste des émigrés, sur l'arbi tirage forcé, les tribunaux de famille et les tribunaux de commerce, sur l'organisation des secours publics, le divorce, et la durée des fonctions des accusateurs publics. 
Il se prononça pour l'exclusion des femmes de tout professorat, contre la peine de mort, contre la création d'un huitième ministère, combattit le projet en faveur des coupables dénonçant leurs complices, et défendit la liberté de la presse ; membre du comité judiciaire, il donna lecture de deux rapports: l'un relatif aux accusés en démence, l'autre en faveur des parents des contumaces dont les biens avaient été séquestrés. 
Il fut nommé membre d'un grand nombre de commissions particulières, notamment de celle chargée de la nomination des greffiers des juges de paix, et de la situation des copropriétaires d'immeubles indivis avec la nation. Il prêta serment de haine à la royauté (1er prairial an VII), après avoir été réélu député du même département au même Conseil, le 25 germinal an VII. 
Favorable au coup d'État du 18 brumaire, il fut choisi, le 4 nivôse an VIII, par le Sénat conservateur, comme député de l'Orne au Corps législatif, d'où il sortit en l'an XI. Il ne joua plus aucun rôle politique.

## Sources
- « Alexandre-Jacques Renault », dans Adolphe Robert et Gaston Cougny, Dictionnaire des parlementaires français, Edgar Bourloton, 1889-1891 [détail de l’édition]